# Нгаруроро (река)
Нгаруроро — река, протекающая в восточной части острова Северный Новой Зеландии.

## Описание
Длина реки составляет 164 километра. В 45 километрах от побережья река переходит в канал Уанавана, протекающий через ущелье. Река Нгаруроро пересекает две реки и образует вместе с ними устье Вайтанги. У устья реки в южной части залива Хок образована аллювиальная равнина Херетаунга. Русло реки несколько раз изменялось, изначально река протекала по руслу, где ныне протекает река Клайв. В 1867 году, после сильного наводнения, поток реки Нгаруроро изменил свой маршрут на новый, по которому она протекает и сейчас. В 1969 году 4-километровый отрезок реки, протекавший параллельно побережью, соединился с океаном.
40 % русла реки орошает пастбища, 50 % — леса.
В верховьях реки вылавливается форель. Реку посещают туристы и охотники на оленей. Река также используется для рафтинга.
Благодаря реке обновляются запасы пресной воды подземного водоносного горизонта и орошает прибрежные сады.